# Каролінська мова
Каролінська мова — мова мікронезійської мовної групи, офіційна мова Північних Маріанських островів (поряд з англійською та чаморро). Каролінською мовою розмовляють в основному каролінці (народ австронезійської групи).
Лексична схожість каролінської мови з іншими мовами понапеансько-трукської підгрупи становить: з сатавальською — 95 %, з волеаї і пулаватом — 88 %, мортолоком — 81 %, чуукською — 78 %, з улітійською — 74 %.
За даними перепису 2000 року каролінською мовою розмовляло 3100 осіб. Алфавіт складається з 31 букв на основі латиниці.